# Fujiwara no Michinori
Fujiwara no Michinori (jap. 藤原 通憲; † 1160; auch bekannt als Shinzei (信西)) war einer der Hauptratgeber und Kanzler des japanischen Kaisers Nijō und einer der wichtigsten Verbündeten von Taira no Kiyomori, besonders in der Anfangszeit der Heiji-Rebellion von 1159 bis 1160.
Als Führer der am Hof erfolgreichen Fraktion der Fujiwara hatte er Zugang zum Kaiser und andere Privilegien, die ihm Fujiwara no Nobuyori neidete. Anfang 1160 verließ Shinzeis Alliierter Taira no Kiyomori die Hauptstadt mit seiner Familie zu einer Pilgerreise und gab so der Fraktion Nobuyori eine Gelegenheit, nach der Macht zu greifen. Einige Historiker meinen, dass dies Absicht gewesen sei, um den Minamoto eine Falle zu stellen.
Nobuyori und die Minamoto brachten mit der Belagerung des Sanjō-Palastes den ehemaligen Kaiser Go-Shirakawa in ihre Gewalt, auch der aktuelle Kaiser Nijō wurde in seinem Palast festgesetzt.
Die nächste Aktion der Alliierten war die Zerstörung des Hauses von Shinzei, alle Anwesenden wurden getötet. Shinzei selbst entkam, wurde bald darauf aber gefangen genommen und enthauptet.
Dies erlaubte es Nobuyori, den Kaiser zu zwingen, ihn selbst in das Kanzleramt von Shinzei einzusetzen.